# Балдуин II Јерусалимски
Балдуин II Јерусалимски или Балдуин ле Бурж (око 1060 – умро 21. августа 1131) био је други гроф Едесе и трећи краљ Јерусалима.

## Породица
Балдуин ле Бурж је био син Ига I од Ретела и његове жене Мелисанде. Имао је два старија брата и две сестре. Био је рођак Готфрида Бујонског, Балдуина I и Еустасија III Бујонског. Његова жена се Морфија од Мелитене, ћерка јерменског принца Габријела, родила му је четири ћерке: Мелисанду, Алису, Ходиерну и Жовету.

## Први крсташки рат
Балдуин ле Бурж је учествовао у крсташким ратовима још од самог почетка. У склопу армије Готфрида Бујонског учествовао је у биткама код Никеје, Дорилеја и Антиохије. Када су основане крсташке државе Едеса и Антиохија, Балдуин ле Бурж је био амбасадор између Балдуина од Едесе и Боемунда. Постао је ратни командант Боемунда.

## Након крсташког рата
Када је након Боемундовог заробљавања у бици код Мелитене од стране данишменског владара Малик Газија, Танкред Галилејски преузео власт, прво што је урадио било је да истера војску Балдуина од ле Буржа из Антиохије. Балдуин ле Бурж се брзо снашао и од Балдуина I, јерусалимског краља, добио грофовију Едесу на регентство.
Боемунд је пуштен из заробљеништва 1103. године и одмах је од Танкреда преузео Антиохију. Улази у сукоб са Балдуином ле Буржом током битке код Харана око тога ко ће од њих двојице преузети град. То је искористио Сокман из Мардине да 7. маја 1104. године нападну крсташе уједињеном војском. У бици код Харана заробљен је Балдуин ле Бурж и Жосцелин I од Куртенеа. То је омогућило Танкреду да преузме грофовију Едесу.

## Заробљеништво
Балдуин је у заробљеништву неколико пута прелазио из руке у руку. Муслиманске вође су схватиле да се ради о веома важном крсташу па су га преотимали један од другог. Од Сокмана га је преузео Шам ед Даула, емир Мосула. Када је Даула изгубио Мосул 1107. године, Балдуин је пао у руке Шавлија. Превелика моћ Шавлија упала је у очи селџучком султану Мухамеду па је упутио Шараф ал Дина да освоји Мосул. Због тога је Шавли склопио савез са Балдуином. Договорено је да ослободи Балдуина у замену за велики откуп и савезништво у борби против Мухамеда.

## Сукоб са Танкредом Галилејским
Након ослобођења, Балдуин се враћа у Антиохију и тражи од свога старог супарника Танкреда да му врати грофовију Едесу. Танкред пристаје под условом да му Балдуин положи вазалну заклетву што овај одбија и тражи помоћ од јерменских принчева и Шавлија. Сукоб је трајао кратко и 18. септембра 1108. године Балдуин је успео да поврати Едесу. У сукобу са Танкредом, Балдуин се обратио Шавлију, а Танкред Ридвану од Алепа са којим је имао савезништво још од битке код Арте. Одлучујућа битка се одиграла октобра 1108. године код Тел Башира. Танкредо је победио у бици, али је Шавли спасао Балдуина од заробљавања.
Сукоб између Танкреда и Балдуина решен је на састанку крсташких вођа пред Триполијем под опсадом. Састанак је сазван због сукоба Виљема Жордана и Бертранда од Тулуза, сина Ремона Тулуског око новоформиране грофовије Триполи. Балдуин је добио гаранције да га Танкред неће нападати, а за узврат је Балдуин Танкреду гарантовао држање града Тиберијаса. Танкред је постао вазал Балдуину I са којим је био у сукобу још од почетка Првог крсташког рата.

## Крунисање за јерусалимског краља
Након смрти краља Балдуина I 1118. године, постављало се питање ко ће га наследити на јерусалимском престолу. Депутација је послата Балдуиновом брату Еустахију. Балдуин је, уз подршку Арнулфа од Малекорна и Жосцелина, постављен за регента до коначне одлуке Еустахија. Балдуин није хтео да преда престо Еустахију и, уз подршку својих крсташких и муслиманских савезника, изабран је за јерусалимског краља. Еустахије је мирно прихватио ново стање и вратио се у земљу.
Крунисање Балдуина II Јерусалимског обављено је 14. априла 1118. године. Није се показао незахвалним према Жосцелину који му је помогао да преузме престо. Доделио му је грофовију Едесу на управу. Треба напоменути да је исте године када је Балдуин крунисан, у Јерусалиму основан витешки ред темплара.
Показало се да избор крсташких вођа није био лош. Балдуин се показао као добар краљ и искусан ратник. Свету земљу је познавао боље од свих тадашњих крсташа, а потицао је из племените породице. У крсташким ратовима је учествовао од самог почетка. Трудио се да међу крсташким вођама створи чвршће везе склапањем бракова. Од Јерусалимске краљевине је Балдуин ле Бурж створио јаку државу.

## Управник Антиохије
Након погибије Руђера од Салерна у бици на Крвавом пољу, Балдуин и Понс од Триполија нападају Ил Газијеву и Тугтигинову војску. У бици код Тел Данита (Хаба), крсташи односе убедљиву победу. Ова битка је по много чему посебна јер по први пут њен исход није одлучивао о томе да ли ће крсташи освојити неки нови град већ се борило за опстанак. Антиохија и франачка Сирија биле су спашене. Пошто је Антиохија остала без владара и скоро без војних снага, религијски и цивилни вођи су понудили Балдуину II да Антиохијом влада док Боемунд II, син Боемунда Тарентског не одрасте. Од тада па до 1126. године, Балдуин II ће управљати кнежевином Антиохијом. Због тога је Балдуин Едесу предао Жосцелину 1119. године.

## Друго заробљеништво
Године 1122. Ил Гази је умро, а наследио га је емир Белек. Неопрезни Жосцелин је налетео на Белекову војску која га је заробила и одвела у тврђаву Керпут (13. септембар 1122). Тако је Балдуин постао и регент грофовије Едесе. За команданта града поставио је Жофрија од Монка. Победе које је остварио у јесен 1122. године охрабриле су га да покуша да ослободи Жосцелина. У бици код тврђаве Гаргар априла 1123. године, Белек је успео да зароби самог јерусалимског краља Балдуина. У том тренутку су три крсташке државе остале без владара: Јерусалимска краљевина, грофовија Едеса и кнежевина Антиохија. Белек осваја Алепо од Ил Газијевог сина Сулејмана.
Балдуинову улогу преузима Еустазије Гранијер који се показао добрим војсковођом. Одбио је све Белекове и египатске нападе на Антиохију и у Венецијанском крсташком походу освојио Тир на чију цитаделу је забоо заставу заробљеног краља Балдуина.
Заробљеништво краља Балдуина и Жосцелина по многоме личи на романтични ратнички роман. Наиме, у тврђави Керпут где је највећи део становништва био хришћанског порекла, Жосцелин је уживао велику популарност међу Јерменима што му је омогућило да дође у контакт са некима од њих. Педесет веома храбрих људи обучених у монахе, просјаке и трговце се увукло у тврђаву. Оружје су сакрили испод одеће. Заједничким снагама успели су да освоје тврђаву спојивши се са Јерменима. Жосцелин је са још тројицом Јермена успео да се пробије до Едесе. Док су путовали ка Едеси изгубили су се у пустињи где им је помогао један јерменски сељак који их је нахранио и показао им је пут. Жосцелин је у Едеси прикупио војску и уз помоћ Антиохије и Јерусалима кренуо на Керпуту носећи Часни Крст испред армије.
Белек је брзо освојио тврђаву и побио побуњенике. Оставио је живе једино Балдуина и француског витеза Волтера од ле Пизе.
Неки су везани за стубове и онда су их гађали стрелама, неки су живи одрани, остали обешени или живи спаљени или бачени са бедема у провалије пише Виљем од Тира.
У мају 1124. године погинуо је емир Белек погођен стрелом при опсади неког града. Убрзо је из заробљеништва изашао краљ Балдуин (29. август) склопивши савез са новим владарем Тимурташ ибн Илгазијем. Да ће испунити обећано, Балдуин је гарантовао својом петогодишњом ћерком Жоветом. На крају је обећање одржао делимично: платио је откуп, али неке договорене територије није предао. Због тога се Тимруташ осветио тако што је побио неке таоце, а малу Жовету силовао. На овоме месту су код Балдуина преовладали државнички интереси тако да га судбина таоца и његове ћерке није посебно интересовала.
Склопио је савез са Дабајем, једним од претендената на алепски престо. Њих двојица су опколили Алепо. Тимурташ је побегао из града, а нови господар постао је Аксонгор ил Бурсуги. Када су му грађани Алепа понудили круну, он је са војском кренуо на град и отерао крсташе из околине. Са новим владарем је Балдуин склопио договор и откупио своју ћерку, али ништа више од тога.
Бурсуги и Тугтигин су се ујединили против јерусалимског краља. Балдуин им је нанео поразе код Азаза и Сагабе. Бурсугија је 1126. године ликвидирао неки од асасина.

## Последње године
Исте, 1126. године у Свету земљу долази син Боемунда Тарентског, Боемунд II не би ли преузео кнежевину Антиохију. Балдуин га је одмах оженио својом ћерком Алисом. Тада је већ имао око 60 година од којих је скоро све провео у константном рату. Није имао синова, само четири ћерке: Мелисанду, Алису, Ходиерну и Жовету. Како није имао наследника, наследила би га најстарија кћер, односно њен муж. Због тога није Мелисанду понудио Боемунду већ га је оженио Алисом. За Мелисанду је, по саветовању са француским краљем Лујем VI, одабрао француског племића Фулка Анжујског. Венчање је обављено 2. јуна 1129. године.
Одмах по доласку у Свету земљу, Фулк је предложио напад на Дамаск, а Балдуин је из неког разлога пристао. Ова битка завршена је потпуним неуспехом. Исте године у једној бици гине Боемунд II. Тако се Антиохија поново нашла у ситуацији као у време погибије Руђера од Салерна. Балдуин је морао да путује на север до Антиохије. За владара је постављена Алиса, Балдуинова ћерка.

## Смрт
Алиса коју је васпитавала Морфија, Балдуинова жена, Јерменка, подигла је побуну против оца. Балдуин је са војском морао да опколи Антиохију све док се Алиса није предала и пала му под ноге. Балдуин јој је опростио. Није прошло много времена, остарели краљ Балдуин је умро (августа 1131). Успео је да доживи рађање унука (сина Фулка и Мелисанде) који је назван по деди -Балдуин III, каснији јерусалимски краљ. Сахрањен је у Цркви Светог Гроба.

## Породично стабло
|  |                                  |  |  |  |  |  |  |  |  |  |  |  |  |  |  |  |
|  | 8. Manasses II, Count of Rethel  |  |  |  |  |  |  |  |  |  |  |  |  |  |  |  |
|  |                                  |  |  |  |  |  |  |  |  |  |  |  |  |  |  |  |
|  |                                  |  |  |  |  |  |  |  |  |  |  |  |  |  |  |  |
|  | 4. Manasses III, Count of Rethel |  |  |  |  |  |  |  |  |  |  |  |  |  |  |  |
|  |                                  |  |  |  |  |  |  |  |  |  |  |  |  |  |  |  |
|  |                                  |  |  |  |  |  |  |  |  |  |  |  |  |  |  |  |
|  | 9. Дада                          |  |  |  |  |  |  |  |  |  |  |  |  |  |  |  |
|  |                                  |  |  |  |  |  |  |  |  |  |  |  |  |  |  |  |
|  |                                  |  |  |  |  |  |  |  |  |  |  |  |  |  |  |  |
|  | 2. Иго I Ретел                   |  |  |  |  |  |  |  |  |  |  |  |  |  |  |  |
|  |                                  |  |  |  |  |  |  |  |  |  |  |  |  |  |  |  |
|  |                                  |  |  |  |  |  |  |  |  |  |  |  |  |  |  |  |
|  | 5. Judith of Roucy               |  |  |  |  |  |  |  |  |  |  |  |  |  |  |  |
|  |                                  |  |  |  |  |  |  |  |  |  |  |  |  |  |  |  |
|  |                                  |  |  |  |  |  |  |  |  |  |  |  |  |  |  |  |
|  | 1. Балдуин II Јерусалимски       |  |  |  |  |  |  |  |  |  |  |  |  |  |  |  |
|  |                                  |  |  |  |  |  |  |  |  |  |  |  |  |  |  |  |
|  |                                  |  |  |  |  |  |  |  |  |  |  |  |  |  |  |  |
|  | 3. Мелисенда Ретел               |  |  |  |  |  |  |  |  |  |  |  |  |  |  |  |
|  |                                  |  |  |  |  |  |  |  |  |  |  |  |  |  |  |  |
|  |                                  |  |  |  |  |  |  |  |  |  |  |  |  |  |  |  |